# Kijevo (Klina)
Pour les articles homonymes, voir Kijevo.
Kijevë en albanais et Kijevo en serbe latin (en serbe cyrillique : Кијево) est un village du Kosovo situé dans la commune/municipalité de Malishevë/Mališevo et dans le district de Prizren/Prizren (MINUK) ou dans la commune/municipalité de Klinë/Klina et dans le district de Pejë/Peć (Serbie). Selon le recensement kosovar de 2011, elle compte 1 279 habitants.

## Histoire
L'église Saint-Nicolas de Kijevë/Kijevo a été construite dans la seconde moitié du XVIe siècle et est inscrite sur la liste des monuments culturels d'importance exceptionnelle de la république de Serbie ; elle a été minée puis rasée en 1999, au moment de la guerre du Kosovo. Elle figure aujourd'hui sur la liste des monuments culturels du Kosovoil est inscrit sur la liste des monuments culturels du Kosovo.

## Démographie

### Évolution historique de la population dans la localité
| 1948 | 1953 | 1961 | 1971  | 1981  | 1991  | 2011  |
| ---- | ---- | ---- | ----- | ----- | ----- | ----- |
| 779  | 836  | 996  | 1 317 | 1 521 | 1 672 | 1 279 |

|  |

### Répartition de la population par nationalités (2011)
En 2011, les Albanais représentaient 96,95 % de la population.